# Nazionale maschile under 21 di calcio dell'Armenia
La nazionale di calcio armena Under-21 è la rappresentativa calcistica Under-21 dell'Armenia ed è posta sotto l'egida della federazione calcistica armena. È nata dopo la scissione dell'URSS in 15 repubbliche e la successiva divisione della Comunità degli Stati Indipendenti. Partecipa al campionato europeo di categoria, che si tiene ogni due anni.

## Partecipazioni ai tornei internazionali

### Europeo U-21
Fino al 1991 l'Armenia non aveva una propria nazionale in quanto lo stato armeno era inglobato nell'Unione Sovietica. Esisteva, quindi, un'unica nazionale che rappresentava tutta l'Unione Sovietica. Dopo la dissoluzione dell'Unione Sovietica ogni nazione creò la propria nazionale.
- 1996: Non qualificata
- 1998: Non qualificata
- 2000: Non qualificata
- 2002: Non qualificata
- 2004: Non qualificata
- 2006: Non qualificata
- 2007: Non qualificata
- 2009: Non qualificata
- 2011: Non qualificata
- 2013: Non qualificata
- 2015: Non qualificata
- 2017: Non qualificata
- 2019: Non qualificata
- 2021: Non qualificata